# 南日本ハウス
南日本ハウス株式会社は、鹿児島県鹿児島市にある不動産会社。1985年7月に創業。鹿児島県で建設業、不動産仲介業、リフォーム事業、太陽光事業、飲食業、宿泊業を手がけている。

## 沿革
- 1985年 7月（昭和60年） 鹿児島市下荒田に南日本ハウス株式会社を創設。
- 1995年 1月（平成7年） 鹿児島市上荒田町に本社を移転。
  -  8月（平成18年） 鹿児島市上荒田町（現・鹿児島市立病院前）に本社を移転。
- 2007年 6月（平成19年） 鹿児島市下伊敷にハウスドゥ 伊敷店を出店。
- 2009年 4月（平成21年） 鹿児島市上荒田町にハウスドゥ 鹿児島中央店を出店。
- 2018年 6月（平成30年） 鹿児島市東谷山にハウスドゥ 谷山店を出店。
- 2019年 2月（平成31年） 経済産業省より地域未来牽引企業に選定される。

## 事業所
- 本店：〒890-0055 鹿児島市上荒田町38-8
- 伊敷店：〒890-0005 鹿児島市下伊敷1丁目46-16
- 谷山店：〒891-0113 鹿児島市東谷山1丁目59-2
- 賃貸部：〒890-0055 鹿児島市上荒田町38-8
- 賃貸管理部：〒890-0055 鹿児島市上荒田町38-8
- 住宅営業部：〒890-0055 鹿児島市上荒田町38-8
- 住宅部：〒890-0055 鹿児島市上荒田町38-8
- リフォーム部：〒890-0055 鹿児島市上荒田町23-30
- 環境エネルギー部：〒891-0113 鹿児島市東谷山1丁目59-2-2F
- 販売戦略部：〒890-0055 鹿児島市上荒田町38-8 イスズ殖産ビル2F
- 東開食堂：〒891-0115 鹿児島市東開町5-4
- ホテルノイル 鹿児島中央駅：〒890-0053 鹿児島市中央町24-16